# PixARK
PixArk es un videojuego perteneciente al género de acción-aventura, videojuego de terror y construcción lanzado en marzo del año 2018, con un acceso anticipado para Xbox One y Microsoft Windows. El juego también se lanzará en PlayStation 4 y Nintendo Switch. El videojuego se puede jugar tanto en modo individual como multijugador.

## Argumento
El jugador se ubica en una isla poblada por más de 100 especies diferentes de dinosaurios. Estos pueden ser asesinados o domados y montados. Además, el jugador debe garantizar su supervivencia explotando recursos, produciendo objetos, construyendo estructuras y defendiéndose contra los animales enemigos y otros jugadores. El mundo consiste en vóxeles individuales, por lo que el jugador puede manipular y adaptar el mundo eliminando o agregando bloques. El mundo tiene varias áreas, como la selva, el desierto y las cuevas, y se genera procedimentalmente, por lo que no está prefabricado. Así que presenta un sistema de búsqueda de procedimientos, y por lo tanto, crea siempre nuevos desafíos. Además del modo de supervivencia, el jugador también puede enfocarse en construir en modo creativo sin ser atacado y recolectando recursos.

## Desarrollo y publicación
Ya en 2017, el estudio de desarrollo Snail Games anunció una cooperación con Ark Developer Studio Wildcard. Oficialmente, el juego fue anunciado el 25 de enero de 2018 con un avance.
El lanzamiento del juego fue habilitado en marzo de 2018 en un acceso anticipado para Microsoft Windows y Xbox One, además fue confirmado para PlayStation 4 y Nintendo Switch, según Amazon el lanzamiento del juego para estas plataformas será el 31 de mayo de 2019.

## Recepción
Debido a los elementos de gráficos de pixel y sandbox en el juego, así como a los dinosaurios, el juego también se conoce como una mezcla de Minecraft y ARK: Survival Evolved. Además, se han adoptado muchos otros aspectos de la jugabilidad y el título del juego alude a esta mezcla. El juego es en la opinión de PC Games, muy colorido y entretenido y adecuado para todas las edades. Debido a la apariencia y el estilo del juego, PC Games Hardware cree que es más adecuado para niños y adolescentes que ARK: Survival Evolved.